# Dharamjaigarh
Dharamjaigarh è una suddivisione dell'India, classificata come nagar panchayat, di 13.603 abitanti, situata nel distretto di Raigarh, nello stato federato del Chhattisgarh. In base al numero di abitanti la città rientra nella classe IV (da 10.000 a 19.999 persone).

## Geografia fisica
La città è situata a 22° 28' 0 N e 83° 13' 0 E e ha un'altitudine di 299 m s.l.m..

## Società

### Evoluzione demografica
Al censimento del 2001 la popolazione di Dharamjaigarh assommava a 13.603 persone, delle quali 6.862 maschi e 6.741 femmine. I bambini di età inferiore o uguale ai sei anni assommavano a 1.958, dei quali 976 maschi e 982 femmine. Infine, coloro che erano in grado di saper almeno leggere e scrivere erano 8.683, dei quali 4.957 maschi e 3.726 femmine.